# Echinogalerus
Echinogalerus is een geslacht van uitgestorven zee-egels uit de familie Pygaulidae. Vertegenwoordigers van dit geslacht zijn slechts als fossiel bekend.

## Soorten
- Echinogalerus bochotnicensis Kongiel, 1950 †